# هنر مسگری (فیلم)
«هنر مسگری» (انگلیسی: Chased (film)) یک فیلم است که در سال ۲۰۱۱ منتشر شد.